# Xã Washington, Quận Richland, Ohio
Xã Washington (tiếng Anh: Washington Township) là một xã thuộc quận Richland, tiểu bang Ohio, Hoa Kỳ. Năm 2010, dân số của xã này là 6.428 người.